# José Malcampo
José Malcampo y Monge (San Fernando, 13 de enero de 1828-Sanlúcar de Barrameda, 23 de mayo de 1880) marqués de San Rafael, fue un marino español, presidente del Consejo de Ministros durante el reinado de Amadeo I.

## Biografía
Nació en San Fernando.

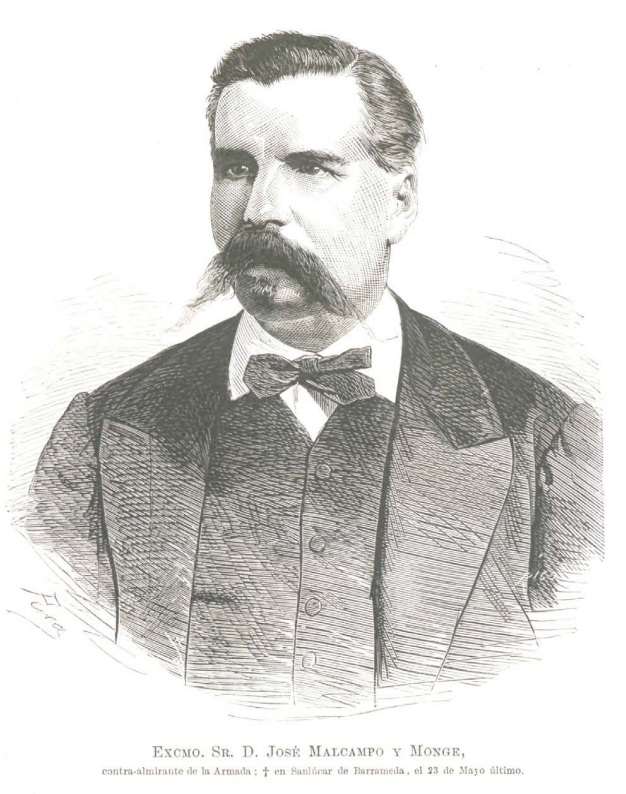
Retrato de José Malcampo publicado en La Ilustración Española y Americana el 8 de junio de 1880

Participó en la Revolución de 1868. Fue presidente del Consejo de Estado, gobernador y capitán general de Filipinas y senador por la provincia de Cádiz. Falleció el 23 de mayo de 1880 en Sanlúcar de Barrameda. Le fueron concedidos los títulos nobiliarios de conde de Joló y vizconde de Mindanao.[cita requerida]